# Przytoń (powiat łobeski)
Przytoń (niem. Klaushagen, Claushagen)– wieś w północno-zachodniej Polsce, położona w województwie zachodniopomorskim, w powiecie łobeskim, w gminie Węgorzyno nad jeziorem Zajezierze. Dawna własność rodu von Borcke. Do 1933 w części był to obszar dworski. We wsi znajduje się pozostałość parku dworskiego oraz pałac z początku XIX wieku, a także dawny ewangelicki kościół z XVIII wieku, ryglowy, z ołtarzem barokowym z 1707 roku fundacji H. Boscha. W 1939 roku liczyła 456 mieszkańców, znajdowała się tu szkoła.  

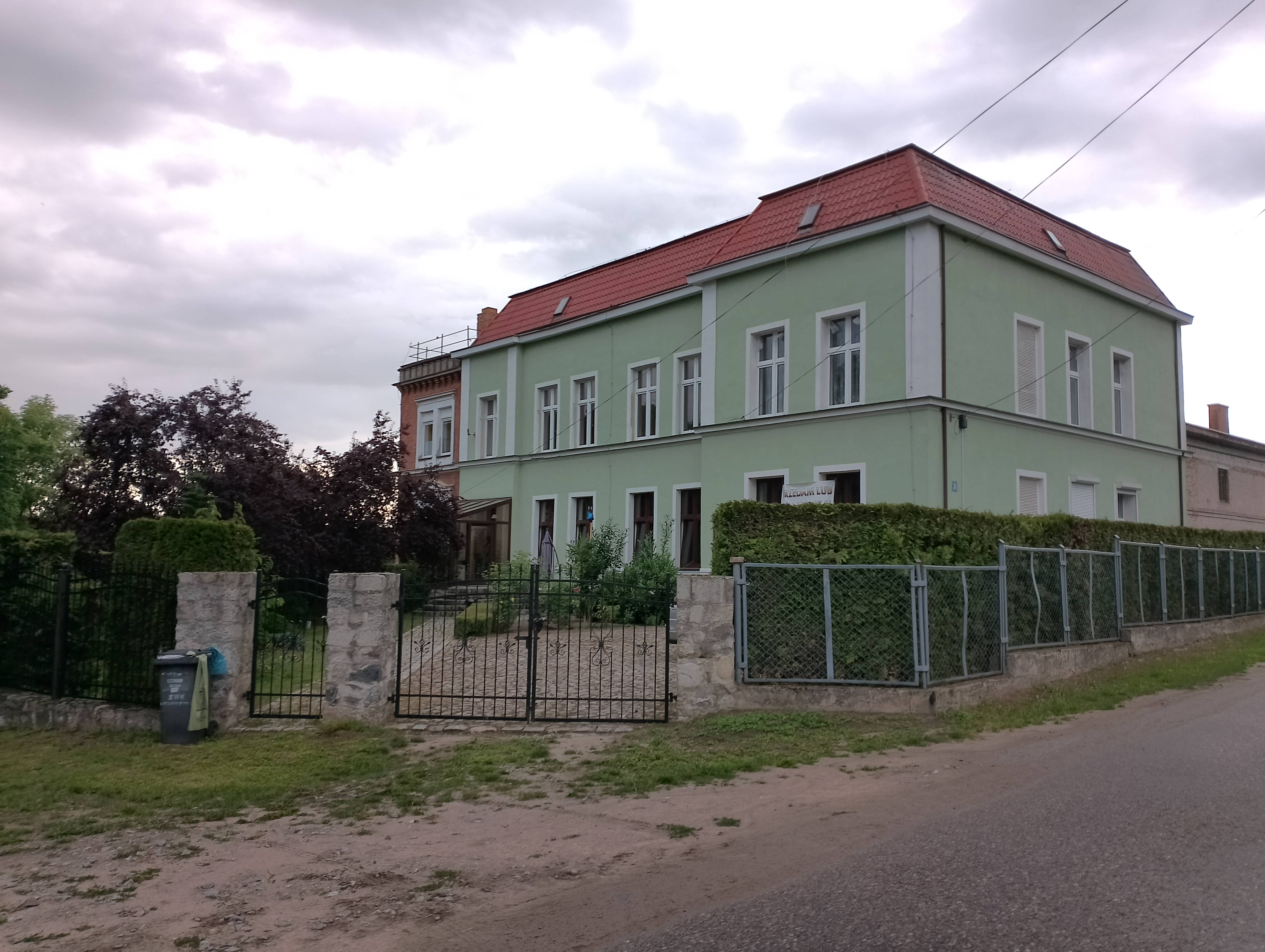
Pałac w Przytoniu w obecnym kształcie

## Podział administracyjny
W latach 1945–54 siedziba gminy Przytoń. W latach 1975–1998 miejscowość należała administracyjnie do województwa szczecińskiego.